# Lijst van alchemisten
Een alchemist was een persoon bedreven in de kunst van de alchemie, een oude tak van de natuurfilosofie die uiteindelijk uitgegroeid is tot chemie en farmacologie. Alchemie bloeide in de islamitische wereld in de Middeleeuwen, en vervolgens in Europa van de 13de tot de 18de eeuw, maar ook andere culturen kenden een alchemistische traditie.
We kennen de namen en daden van een groot aantal van de alchemisten, dankzij de talrijke alchemistische manuscripten en boeken die het hebben overleefd, sommige van die namen staan hieronder vermeld.

## A
- Archelaus
- Artephius
- Elias Ashmole
- Mary Attwood
- William Alexander Ayton

## B
- William Backhouse
- Armand Barbault
- Roger Bacon
- Johann Joachim Becher
- Dom Bellin
- Alexander von Bernus
- Noah Biggs
- Jules Boucher
- Patrick Burensteinas
- Johann Friedrich Böttger

## C
- Petrus Maria Caneparius
- Eugène Canseliet
- Carl Adolf von Carlowitz
- Thomas Charnock
- Johann Conrad Creiling
- Cheney Culpeper

## D
- John Dastin
- Arthur Dee
- John Dee
- Edmund Dickinson
- Kenelm Digby
- Edward Dyer

## E
- Hugh of Evesham

## F
- Christoph Fahrner
- Nicolas Flamel
- Perenelle Flamel
- Robert Fludd
- Frater Albertus
- Fulcanelli

## G
- Geber, zie Jabir ibn Hayyan
- Fulvio Gherli
- Guglielmo Gratarolo (ook: Guglielmus Gratarolus, Wilhelm Gratarolus, Gratarolo)
- Jaroš Griemiller

## H
- Jabir Ibn Hayyan
- Johann Zbinco von Hasenburg
- Jan Baptista van Helmont
- John Heydon
- Georg Honauer

## J
- F. Jollivet-Castelot
- Johann Gottfried Jugel

## K
- Edward Kelly
- Heinrich Khunrath
- Johann Daniel Kraft
- Johannes Kunckel

## L
- Harvey Spencer lewis
- Andreas Libavius
- Pseudo-Ramon Llull

## M
- Michael Maier
- Joachim Morsius

## N
- Isaac Newton
- Thomas Norton

## O
- Ostanes

## P
- William Paddy
- Bernard Palissy
- Paracelsus
- Jean Le Pelletier
- Bernard Gilles Penot
- Henry Percy, 9th Earl of Northumberland
- Eurenius Philalethes, zie: Thomas Vaughan
- Eirenaeus Philalethes, zie ook: George Starkey
- Robert Plot
- Albert Poisson
- John Pordage
- Giambattista della Porta
- James Price
- Pseudo-Geber

## R
- Johann Richard Rham
- Samuel Richter
- George Ripley
- Bernard Roger
- Martin Ruland de Oudere (Martinus Rulandus)
- Martin Ruland de Jongere
- Rumélius, zie Armand Barbault

## S
- Graaf van Saint-Germain
- Franz Sättler
- Berthold Schwarz
- Wilhelm von Schröder
- Louis Sformo
- Julius Sperber
- George Starkey
- Daniel Stolz von Stolzenberg
- Alexander von Suchten

## T
- Théodore Tiffereau
- Johann Thölde (Johann Tholden)
- John Thornborough
- Hermes Trismegistus (legendarisch figuur)
- Salomon Trismosin
- Peter Christian Tyssen

## V
- Basilius Valentinus
- Thomas Vaughan
- Blaise de Vigenere
- Pseudo-Arnaldus de Villa Nova, ook Arnaldus de Villanova en Arnaldus de Villanueva

## W
- Balthasar Walter
- Francis Willughby
- Benjamin Worsley

## Z
- Zosimos van Panopolis